# Tina Larsen
Tina Larsen (født 27. november 1984) er en norsk håndboldspiller som spiller for Flint håndballklubb.

## Klubber
- Ramnes
- Gjerpen Håndball
- Flint